# Петко Ст. Петков
Вижте пояснителната страница за други личности с името Петко Петков.
Петко Стефанов Петков е български историк, публицист и общественик.

## Биография
Роден е на 20 ноември 1963 г. в гр. Казанлък, област Стара Загора в семейство на учители. Завършва средното си образование в ЕСПУ „Н. Й. Вапцаров“– Казанлък през 1981 г. През 1983 – 1987 г. завършва история във Великотърновския университет „Св. св. Кирил и Методий“. Работил е в Общинския съвет за култура в гр. Стара Загора като специалист „Културно-историческо наследство“.
От 1990 г. е преподавател по нова история на България в Историческия факултет на „Св. св. Кирил и Методий“. През 1999 г. защитава докторска дисертация на тема „Климент Браницки и Търновски – архиерей и държавник (1878-1901)“.
През 2003 г. е избран за доцент по нова история на България. Зам-декан е на Историко-юридическия факултет на Великотърновския университет от 2003 до 2007 г. От 2007 г. е зам-ректор по учебната дейност на ВТУ, а от 2011 до 2015 г. е зам-ректор по учебната дейност и акредитацията. От 2013 г. е професор по нова история на България.
Член е на Съюза на учените в България, от 2009 г. е председател на великотърновския му клон. Член е на Управителния съвет на Съюза на учените и на Управителния съвет на Българското историческо дружество.